# Golpe de Estado en Bolivia de 1971
El golpe de Estado en Bolivia de 1971 fue liderado por el militar Hugo Banzer el 18 de agosto de 1971 contra el gobierno del también militar Juan José Torres.

## Antecedentes
Tras el levantamiento del 7 de octubre de 1970, el general Juan José Torres llegó al poder. Torres formaría un gobierno nacionalista de izquierda, con una postura "antiimperialista". Torres intentaría hacer un cogobierno con la Asamblea Popular, organismo obrero, el mismo sector que le ayudó a llegar al poder.
El 10 de enero de 1971 se produjo un intento de golpe de Estado contra el régimen de Torres, encabezado por el coronel Hugo Banzer, quien posteriormente fue exiliado a Argentina.

## Historia
Según el Centro para los Asuntos Internacionales, el 18 de agosto de 1971 Hugo Banzer entró clandestinamente a Bolivia, siendo detenido en Santa Cruz y posteriormente conducido en avión al cuartel de Carabineros de La Paz.
En el día siguiente, 19 de agosto, estalló en Santa Cruz una rebelión impulsada por el Frente Popular Nacionalista, movimiento integrado por militares y los partidos Movimiento Nacionalista Revolucionario (MNR) y Falange Socialista Boliviana (FSB). En 20 de agosto, el coronel Andrés Selich ordenó el fusilamiento de universitarios en Santa Cruz. Los insurgentes supuestamente liberan a Banzer de la cárcel y se apoderan de emisoras de radio.
La madrugada de 21 de agosto de 1971 Juan José Torres y el Regimiento de Infantería Colorados de Bolivia llamaron a resistir el golpe. Muchos salieron a las calles con ese objetivo, entre ellos el líder socialista Marcelo Quiroga Santa Cruz  junto a otras personas y estudiantes, sin embargo, la falta de armas y desorganización de estos les jugó en contra. Se calcula que hubo alrededor de 100 muertos y 50 heridos. Muchos de los militares de Torres cambiaron de bando, siendo Rubén Sánchez Valdivia el único militar leal al final. Con este escenario, Torres se ve obligado a huir y los rebeldes toman el palacio presidencial. Toma el poder un triunvirato integrado por Jaime Florentino Mendieta, Andrés Selich Chop y el propio Hugo Banzer Suárez. Más tarde, la junta pasó la presidencia con plenos poderes a Banzer. El golpe tuvo apoyo del gobierno de Estados Unidos y fue esencial para establecer el futuro Plan Cóndor en la región.

## Consecuencias
Después de esto, Hugo Banzer inició una nueva dictadura militar en Bolivia durante siete años que prohibió sindicatos y derechos civiles, siendo participante del llamado Plan Cóndor, que asesinó o causó la desaparición de centenares de personas en Bolivia.
Juan José Torres, por otro lado, se exilió en Buenos Aires, donde fue secuestrado y asesinado en 1976 como parte del Plan Cóndor. Hugo Banzer fue derrocado por una nueva asonada militar en 1978.